# Turngemeinde 1846 Worms
Die Turngemeinde 1846 Worms e. V. (TGW) ist ein am 1. Juni 1845 gegründeter Turn- und Sportverein, dessen Satzung am 26. Dezember 1846 behördlich genehmigt wurde. Bereits in der Frühphase des Turnens von Friedrich Ludwig Jahn hatten sich junge Männer unter dem Gymnasiallehrer, Pädagogen für Taubstumme und Turnlehrer Georg Jakob Roller (1774–1857) ab 1813 in Worms betätigt. Heute ist die TGW mit etwa 3000 Mitgliedern der größte Verein in Worms und einer der größten in Rheinhessen.

## Geschichte
Nach dem Turnverbot von 1819 beschloss der Stadtrat 1843 einen Spiel- und Turnplatz außerhalb der Stadt bereitzustellen. 1848 traten die Turner der Wormser Bürgerwehr bei und nahmen 1849 am pfälzisch-badischen Aufstand teil. 1850 verbot die großherzoglich-hessische Regierung in Darmstadt alle politischen Vereine, wozu auch die Turner gehörten. 1854 bildete sich die Wormser Freiwillige Feuerwehr aus Mitgliedern der Turner-Löschmannschaft. 1862 trat die TGW mit 168 Mitgliedern dem mittelrheinischen Turnerverband bei. Am 10. August 1862 konnte die von der Stadt neu errichtete Turnhalle in der Augustinerstraße eingeweiht werden. 1869 richtete die TGW das mittelrheinische Turnfest aus, an dem 1500 Turner aus 70 Vereinen teilnahmen.
Im Deutsch-Französischen Krieg 1870/71 traten 36 Turner der TGW dem Sanitätskorps bei. 1886 veranstaltete die TGW wieder ein mittelrheinisches Kreisturnfest. Nach dem Erhalt der Körperschaftsrechte 1887 schenkte die Stadt Worms dem Verein einen Bauplatz für eine eigene Turnhalle. Am 23. April 1893 erfolgte die Grundsteinlegung und im gleichen Jahr konnte am 18. und 19. November die feierliche Einweihung der vereinseigenen Jahnturnhalle erfolgen. 1906 wurde das Jahndenkmal auf dem Jahnplatz bei der Jahnturnhalle errichtet.
Im Ersten Weltkrieg diente die Halle als Lazarett und danach als Unterkunft für zurückkehrende Soldaten. Eine Gedächtnistafel erinnerte in der Halle mehr als 50 Jahre an 38 im Krieg gefallene Vereinsmitglieder. Ende 1932 wurde das Spendengeld der Bausteinkasse für die Anlage des als Jahnwiese bezeichneten Sportplatzes verwendet. 1936 diente die Jahnturnhalle der Infanterie als Quartier und 1939 wurde sie noch einmal von Soldaten belegt. Durch einen Bombenangriff am 21. Februar 1945 ist die Halle bis auf den Keller zerstört worden.
Im Februar 1952 konnte die Jahnturnhalle wieder eingeweiht und als Festsaal für 1000 Gäste genutzt werden. Dies war finanziell nur möglich durch großzügige Spenden und eine „unglaubliche Selbsthilfe“. Die Erweiterung von 1973/74 kostete eine halbe Million Mark, wovon die Hälfte bezuschusst wurde.
Nach dem Verkauf der Jahnturnhalle konnte am 20. April 2012 die Neue Jahnturnhalle feierlich auf der gegenüber liegenden Jahnwiese eingeweiht werden.

## Sportarten
Das aktuelle und umfangreiche Turn- und Sportangebot des Hauptvereins teilt sich auf folgende Abteilungen und Gruppen auf:
- Badminton
- Ballett
- Baseball
- Basketball
- Boxen[6]
- Eissport, Inlineskate
- Fechten
- Herzsport
- Hockey e. V.
- Leichtathletik
- Selbstverteidigung
- Tanzen
- Tischtennis
- Turnen
  - Aerobic
  - Fitness
  - Gerätturnen
  - Gymnastik
  - Rhythmische Sportgymnastik
  - Seniorensport
  - Walking
  - Yoga
  - Zirkus, Akrobatik
- Volleyball
- Wandern

## Organisationsstruktur
Der eingetragene Verein wird vom Geschäftsführenden Vorstand und den Ressortleitern geleitet. Die Abteilungen haben aufgrund ihrer Größe und Besonderheiten einen eigenen Vorstand. Die frühere Hockeyabteilung ist heute ein nebengeordneter Verein der TGW. Oberstes Beschlussorgan ist die jährliche Delegiertenversammlung, zu der jede Abteilung stimmberechtigte Mitglieder entsprechend ihrer Mitgliederstärke entsendet. Die Geschäftsstelle befindet sich in der Neuen Jahnturnhalle, Philosophenstraße 12, 67547 Worms.

## Sportstätten
Der Übungsbetrieb wird vom Hauptverein koordiniert und auf die vereinseigenen und städtischen Übungsräume und -anlagen verteilt:
- vereinseigene Neue Jahnturnhalle und Jahnwiese
- ca. zehn verschiedene städtische Sporteinrichtungen
- Box-Gym, Nikolaus-Doerr-Halle, Mainzer Straße 51

## Bekannte Mitglieder
- Herbert W. Hofmann, deutscher Sportfunktionär, Ehrenvorsitzender der TGW, Ehrenpräsident des Sportbundes Rheinhessen
- Nikolaus Doerr, langjähriger Vereinsvorsitzender, mit Nikolaus-Doerr-Halle in Mainzer Straße geehrt
- Helmut Ranze, Bundestrainer für Boxen, europäischer und internationaler Box-Sportfunktionär AIBA
- Karl-Werner Schwöbel, Kunstturner, Mitglied der Nationalriege
- Evi Schwöbel-Winzinger, Kunstturnerin, Mitglied der Nationalriege
- Anne Cibis (geb. Möllinger), Leichtathletin, Teilnehmerin Olympische Sommerspiele 2008
- Helmut Gertel, Boxer, mehrfacher deutscher Vizemeister, Teilnehmer Olympische Sommerspiele 1984
- Stefan Gertel, Boxer, mehrfacher deutscher Meister, Teilnehmer Olympische Sommerspiele 1984
- Wolfgang Gruber, Boxer, mehrfacher deutscher Vizemeister, Teilnehmer Olympische Sommerspiele 1976
- Heinrich Keimig, Handballnationalspieler
- Stefan Frey, Badmintonspieler